# 吾丘衍
吾丘衍（1268年—1311年），又作吾衍，字子行，號貞白，又號竹房、竹素，別署布衣道士、真白居士、貞白處士、贞白居士，齋名生花坊，清初避孔丘諱，因作吾邱衍，世尊稱貞白先生。開化華埠鎮孔埠人，一作浙江衢州人。寓居錢塘。元代金石學巨匠，善詩詞，通音律，富收藏。尤長於篆刻。

## 生平

### 出生
吾丘衍左眼先天性失明，右腳跛，朋友們喜歡他的生性幽默而感覺其行止仍頻有風度。

### 隐居生涯

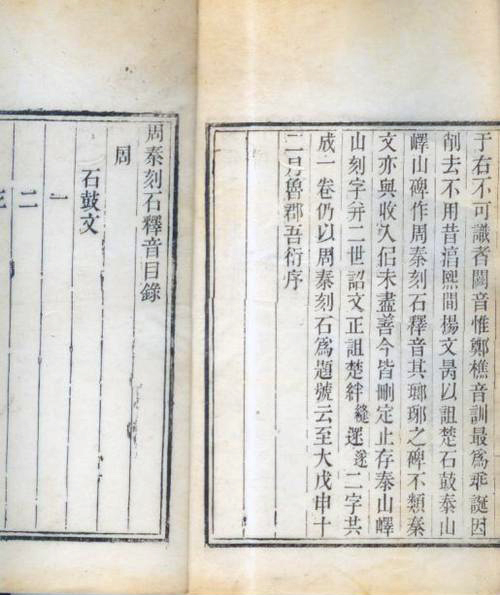
吾丘衍《周秦刻石釋音》（影印本）

吾丘衍不曾出仕，隱居於錢塘生花坊，常年坐讀家中小楼毫無怠意，並收學生授業常有百十人，講經論道，誨人不倦。江南浙西肅政廉訪使徐琰曾慕名來訪，吾丘衍拒絕會見他，從書樓上喊道：“此樓可堪當貴人登也？願明日謁謝。”第二天，吾丘衍也沒有登門拜訪道謝，可見其性情的剛直。

### 婚姻奇史
吾丘衍由於生理上的缺陷不能像一般人那樣生活，年近四十歲才得以結婚。吾丘衍在迎娶一名賣酒的趙氏孤女為妻之後，却遭遇更大不幸：趙氏女兒原系有夫之婦，因為逃避災年回到娘家，其父隱瞞實情將女兒轉嫁給吾丘衍。四年後，趙家女的原夫察覺此事，於是狀告吾丘衍，加上趙家製造偽鈔牽連吾丘衍，數罪並罰，吾丘衍因此被捕且受辱。

### 投水自溺
吾丘衍後來造訪仇遠，沒有遇見，於是留下一首詩：“劉伶一鍤事徒然，蝴蝶西飛別有天。欲語太元何處問，西泠西畔斷橋邊。”有人在斷橋得到吾丘衍的鞋子，懷疑他投水自溺而亡。吾丘衍的弟子招魂葬於杭州西湖之畔，老友胡長孺為其撰寫墓誌銘。
但也有文獻記載，吾丘衍是借自己留下的絕命詩製造假像，隱姓埋名，歸隱開化故里頤養天年。記載不一，是歷史上有名的公案。

## 性情和抱負
吾丘衍性格的形成與其殘疾有關。由於這個原因，他不能像其他人那樣可通過讀書踏上仕途。如此沉重的打擊，在他的心裡留下了難以彌合的創傷，造成了他孤寂傲慢、不追逐功名利祿與感慨壯志難酬之間的矛盾衝突的性格。吾丘衍有不少反映自己珍惜時光、感慨时光易逝的詩句，如：“晝眠方歎息，好景易蹉跎”、“道在非彈瑟，途窮豈折腰”及“年光忽去足可惜，壯心空在每多違”。
吾丘衍以操行高潔著稱，性情豪放不羈，言談富於幽默。善笛簫等樂器，朋來聚會時，吾丘衍常即席吹洞簫助興。
吾丘衍的詩《送人歸隱》對修道炼丹情景的述寫：“郭台賢夢遠黃金，奕奕良材竟陸沉，朽索豈維千里馬，樊籠難畜九皋禽。雲霄我漫存高志，竹素君能契夙心。此去扁舟忽回首，他年野服重相尋。”流露出吾丘衍忘卻世俗機心的遁世意願。

## 學術貢獻

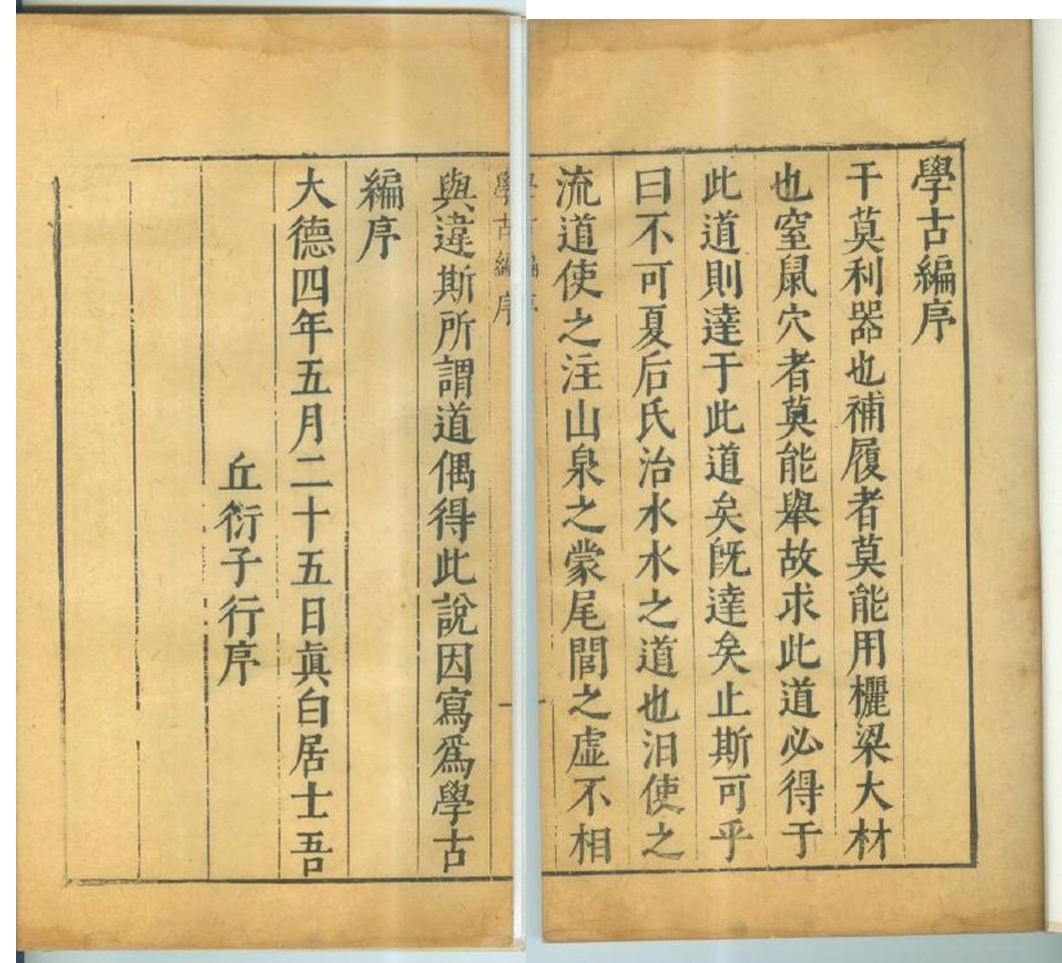
吾丘衍《學古編》（明刻善本）

### 金石學
吾丘衍嗜好古學，通經史子集百家之言，著有《學古編》、《閒居錄》、《竹素山房詩集》和《周秦石刻釋音》等。
《學古編》成書於大德庚子年（1300年），卷一為《三十五舉》，是中國最早研究印學理論的著述。《三十五舉》為此書主體，闡述篆書和隸書書體演變發展和篆刻藝術的知識，其中包含了許多吾丘衍自己的創造性見解和觀念。魯迅在其著作《蛻龕印存》中說：“印蓋始于周秦”，後世“向壁刊勒，古法蕩然……元吾丘子行力主漢法……乃複見爾雅之風”。
吾丘衍《三十五舉》從印章形制、字法、篆法、 章法等方面，提出的一系列的仿漢印篆刻創作規則，為尚處於篆刻藝術發展的初級階段、缺少取法範本的印人們提供了仿漢印的依據，誠如元人危素所言：“此編之出，可洗來著俗惡之習。”元人對於仿漢印章的設計，大都依照《三十五舉》所確立的規則。其中有不少印學著述直接效仿《三十五舉》體例，如《續學古編》、《續三十五舉》、《再續三十五舉》、《續三十五舉》等，足以說明吾丘衍《學古編》影響之大。故後人往往直呼《學古編》為《三十五舉》，被後世奉為印學和篆刻理論的經典。印學界譽為“起八代之衰”的“印人柱石”。

### 篆刻藝術實踐

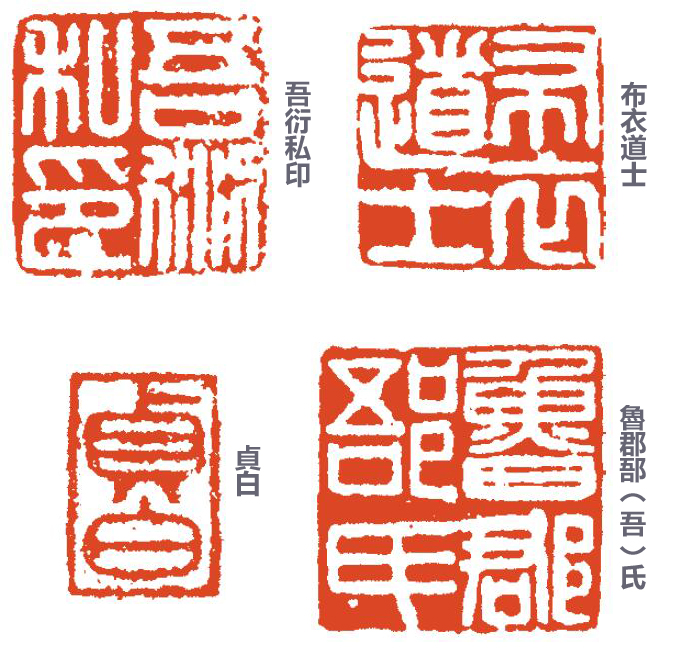
吾丘衍篆刻作品

不同於以往按照一種概念遵循特定的印理概念而進行仿漢代印章創作所形成的仿漢印章的道路，吾丘衍通过對古印理解的基礎創造了以“古”為準則的仿漢印章法規則的方法論。這個方法論體現了儒家“充實之謂美”的觀點，是漢印普遍重要的審美特徵。漢印中文字通常佈滿印面，呈現出飽滿、樸素、厚重、端莊的藝術形式。
漢代印章是中國篆刻藝術發展史上的高峰，其藝術風格樹立起了篆刻的審美典範。吾丘衍精通書法的六書，以隸書和篆書見長，其篆刻藝術不為成法所固，印文用玉箸篆，圓潤秀勁，治朱文白文印皆工。在仿漢印的篆法方面，吾丘衍《三十五舉》中提出了“篆法與隸相通”、“平方正直，字不可圓，縱有斜筆，亦當取巧寫過”篆刻藝術實踐的具體技巧要領。
從趙孟頫和吾丘衍兩人的仿漢印對比來看，趙氏的“趙孟頫印”、“趙氏子昂”印章在篆法方面明顯受到了吾丘衍朱文印“吾衍私印”的影響，帶有小篆化的傾向。
吾丘衍注重篆刻理論與實踐的結合，重點在於章法佈局，因而他的篆刻藝術已經將漢印篆法的平正質樸表現得十分純粹。吾丘衍在《三十五舉》中，對篆刻藝術仿漢印的具體特徵表述是：“白文印，必逼於邊，不可有空，空便不古……凡印文中有一二字忽有自然空缺，不可映帶者，聽其自空，古印多如此。”吾丘衍創建了從學習漢印為篆刻實踐打下堅實基礎的原理，後世直至當代的篆刻藝術實踐無不得益於他所制定的這一方法論，被奉為印學百代宗師。

### 詩詞和音樂

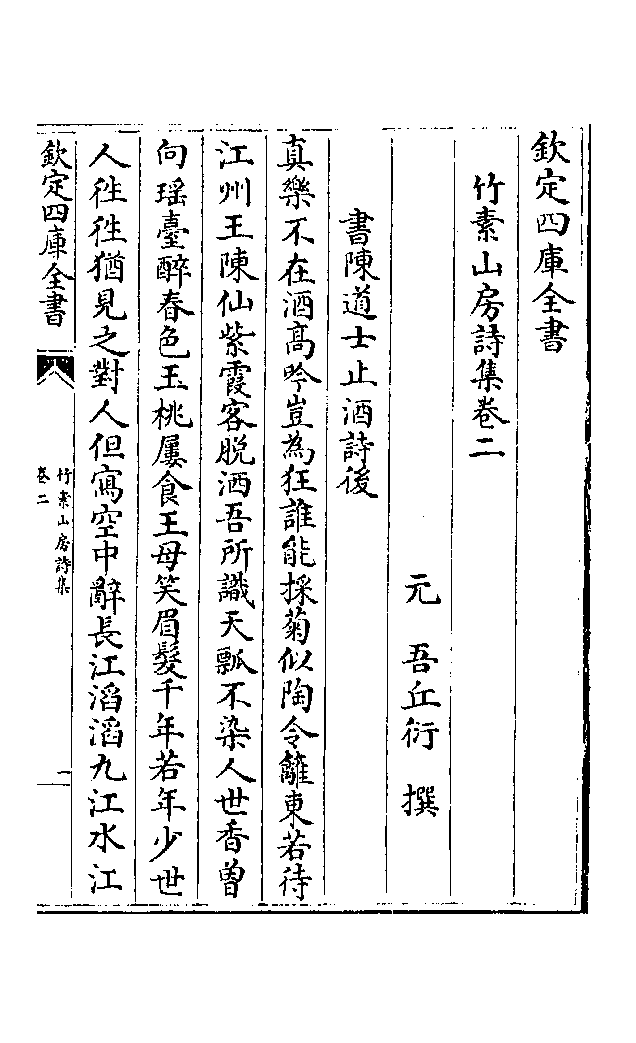
《欽定四庫全書·竹素山房詩集》

古文獻這樣描述吾丘衍：“當月明之夜，則持洞簫，騎屋脊而吹，聲怨愴而忼壯。”對音樂的摯愛與詩詞的創作互為表裡，始終伴隨著吾丘衍的人生旅程：“獨攜鳳管入岩扉，樹拂春風草拂衣，不敢更吹天上曲，恐驚石散作雲飛。”和“我愛王子晉，飄然恣天游，碧桃舞吹笙，花落曾城秋。”吾丘運用了《列仙傳》中道人浮丘公接王子晉成仙的典故，暗示詩人自己對修仙學道的嚮往，反映了他傲岸不羈的性格和隱世不仕的氣節。
他所著的《竹素山房詩集》，內容既豐富又寓意深刻。“越壤吳江左，州民泰伯余。田萊空草芥，井色共蕭疏。相食能無忍，傳聞信不虛。寒沙滿骸骨，掩骼意何如！”這首《丁未歲哀越民》真實地揭示了元·大德十一年（1307年）江浙饑荒，越民萬戶蕭疏，屍橫越野，掩埋不及，甚至出現為圖苟活，父食其子的淒慘驚悚場面，體現了吾丘衍對黎民百姓所寄予的深切同情。
在五律《凍解》詩中，通過東風解凍，萬象更新的描述，呈現了詩人雖在病中，卻充滿了對美好春天的憧憬和熱愛，“凍解群生發，乾坤萬象新，戀晴瞻曉日，臥病惜佳辰，堯典文章在，周原草木春，吾衷已如此，未省筆如神。”
清代《四庫全書總目提要》在《竹素山房詩集》提要中，評價吾丘衍的詩道：“其詩不屑屑謹守繩墨，而逸氣流蕩清新，獨辟塵客俗骨剗掃殆盡”。

### 藏書及著作
吾丘衍博學好古，通經史子集，百家之言。隱居於生花坊，家有一小樓，樓上四壁陈列經史子集各類圖書，井然有序。
吾丘衍著述有《學古編》、《印式》（二卷）和《閒居錄》等；詩詞集有《周秦山房詩集》和《竹素山房詩集》等；音譜著述有《九歌譜》和《十二月樂譜》等；注疏有《周秦刻石釋音》、《晉文春秋》和《尚書要略》
等。

## 外部連結
- 吾丘衍·中國哲學書電子化計劃官網（页面存档备份，存于）
- 吾丘衍·真微印網官網 （页面存档备份，存于）